# Ultra posse nemo obligatur
Der Grundsatz ultra posse nemo obligatur (lateinisch: Über das Können hinaus wird niemand verpflichtet.) besagt, dass eine moralische oder rechtliche Verpflichtung zu einer Leistung, die unmöglich ist, nicht bestehen kann. Dies gilt sowohl, wenn die Leistung objektiv (= Unmöglichkeit), also für jedermann, als auch wenn die Leistung subjektiv (= Unvermögen), also nur für den Schuldner, unmöglich ist. Eine andere Formulierung ist: Ad impossibilia nemo tenetur (Zu Unmöglichem kann keiner gezwungen werden.).

## Zivilrecht
Für das Zivilrecht ist dieser Grundsatz in § 275 Abs. 2 BGB für die objektive und in Abs. 3 für die subjektive Unmöglichkeit geregelt.
Einen ähnlichen Rechtsgrundsatz stellt impossibilium nulla est obligatio dar, der eine Leistungspflicht bei objektiver oder subjektiver Unmöglichkeit kraft Gesetz (ipso iure) entfallen lässt (§ 275 Abs. 1 BGB).

Der Grundsatz trifft jedoch keine Aussage über mögliche Schadensersatzansprüche oder über die Preisgefahr.

## Strafrecht
Im Strafrecht kommt dieser Gedanke bei Fahrlässigkeits- und Unterlassungsdelikten zum Tragen, etwa durch die rechtfertigende Pflichtenkollision.

## Verwaltungsrecht
Ebenso findet er im Verwaltungsrecht bei der Frage, ob ein Anspruch auf Handeln einer Behörde bestehen kann, Anwendung.

## Ethik
In der Ethik ist die Begrenzung der moralischen Pflichten durch das Machbare die einzige Form, ohne einen Verstoß gegen Humes Gesetz von Faktischem auf Normatives zu schließen. Derartige Schlüsse sind allerdings rein negativ und können keine positiven Werte oder Normen begründen.